# HMS Dykaren
Le HMS Dykaren est un sous-marin de classe Sjölejonet de la marine royale suédoise.

## Construction
Le navire a été commandé à Kockums Mekaniska Verkstads AB à Malmö et sa quille a été posée en 1940. Le navire a été lancé le 17 décembre 1940 et a rejoint la flotte le 26 août 1941

## Utilisation du service
Le navire a été retiré du service le 1er décembre 1959 et vendu en 1967 à Ystad pour démolition.